# Georges Ville
Pour les articles homonymes, voir Ville.
Georges Ville est un agronome, chimiste et pharmacien français né à Pont-Saint-Esprit le 23 mars 1824 et décédé à Paris le 22 février 1897.

## Biographie
En 1842, à peine âgé de 18 ans, il arriva premier au concours pour l’internat en pharmacie. Il travaille ensuite dans les laboratoires de Henri-Victor Regnault, à l’École Polytechnique, et de Jean-Baptiste Boussingault, au Conservatoire national des arts et métiers. Le 29 novembre 1851, Louis-Napoléon Bonaparte nomme Ville comme professeur de chimie agricole au Conservatoire national des arts et métiers, en remplacement de Boussingault, qui vient de démissionner pour rentrer au Conseil d’État. Mais le Conseil d'État est supprimé après le coup d'État du 2 décembre 1851. Boussingault, se retrouvant sans affectation, est à nouveau nommé professeur de chimie agricole en remplacement de Ville, officiellement « non acceptant ». À la suite de cet épisode, les relations entre Ville et Boussingault se détérioreront définitivement et les deux hommes s’affronteront régulièrement sur le terrain scientifique. Ville est alors nommé à l'Institut national agronomique de Versailles, qui est supprimé en 1852. Il monte alors son propre laboratoire. En 1857, la chaire de physique végétale fut créée pour lui au Muséum de Paris. Il l’occupa jusqu’à sa mort en 1897. Il créa en 1860 le champ d’expériences de Vincennes (appelé depuis Ferme Georges-Ville ou Ferme de Paris). En raison de sa proximité avec le pouvoir impérial, de son immodestie et de son franc-parler, il se créée beaucoup d'inimitiés au sein de la communauté scientifique.
Après la chute du Second Empire, il perd ses appuis politiques et tombe en disgrâce. Ses résultats sur la nutrition minérale des plantes sont systématiquement niés par ses collègues. Il revient en grâce à partir de 1890, quand le ministère de l'Instruction publique fait appel à lui pour diffuser les connaissances sur les engrais chimiques. Il continue de donner des conférences et conserve la direction du champ d’expérimentation de Vincennes jusqu'en 1896.

### Liens avec la famille Bonaparte
Jean Boulaine et Jean Adrian affirment que Ville aurait été le fils de Louis Bonaparte et de Mme Ville, dame d'honneur d'Hortense de Beauharnais, faisant de lui le demi-frère de Louis-Napoléon Bonaparte. Jean-Paul Legros suppose que cette proximité avec Napoléon III explique la fermeture de nombreuses écoles d'agriculture sous le Second Empire, Georges Ville étant très critique de l'enseignement dispensé dans ces écoles.

## Travaux
Ville reprend les expériences de Boussingault, visant à déterminer si les plantes sont, ou non, capables d'assimiler l'azote de l'air. Les expériences de Boussingault se déroulaient sous cloche, mais Ville développe un appareil permettant de faire circuler l'air sous la cloche, tout en mesurant les entrées et les sortes d'azote, permettant un développement plus normal des plantes. Il montre que les quantités d'ammoniac présentes dans l'air sont trop faibles pour expliquer la quantité d'azote assimilée par le trèfle, et que donc celui-ci doit être capable d'acquérir (de « sidérer », selon ses termes), le diazote. Néanmoins, Ville n'est pas capable d'expliquer le phénomène par lequel les plantes fixent l'azote de l'air, et considèrent que la plupart des plantes sont capables de le fixer. Ses résultats le conduisent à critiquer fortement la théorie de l'humus, à l'époque acceptée par la communauté scientifique française, qui voulait que les plantes se nourrissent de matière organique.
Tirant les conséquences de ses travaux, et de ceux de Justus von Liebig en Allemagne, et de John Bennet Lawes et Joseph Henry Gilbert en Angleterre, il développe une importante activité de vulgarisation auprès des agriculteurs, encourageant l'utilisation des engrais verts et des engrais chimiques, et critiquant l'utilisation du fumier seul comme fertilisant. En 1868 à 1870, il développe son activité de diffusion des connaissances sur les engrais chimiques en développant un partenariat avec des instituteurs qui mettent en place dans les écoles de petites expérimentations d'utilisation des engrais. Le but est de toucher les enfants mais aussi les parents. L'expérience dite des « champs scolaires » sera relancée de 1891 à 1895, par le ministère de l'Instruction Publique et avec la participation de Ville, en raison du développement de l'utilisation des engrais chimiques en France. Ville imagine alors de développer, en parallèle des champs scolaires, une « carte agricole de la France », indiquant la nature et la fertilité des sols et de diffuser des « engrais analyseurs », permettant de détecter les éléments nutritifs manquant dans les sols.

## Récompenses et distinctions
Il est fait chevalier de la Légion d'honneur en 1860, puis officier en 1879. Il est officier d’Académie, officier du Mérite agricole, officier de l’ordre de Léopold de Belgique. Une rue du 16e arrondissement de Paris, une rue à Nice, un collège public et une place de Pont-Saint-Esprit portent son nom.

## Œuvres et publications
- Les Engrais chimiques, le fumier et le bétail. Nouveaux entretiens agricoles donnés au champ d'expériences de Vincennes, 1874-1875, Librairie agricole de la Maison rustique (Paris), 1868, lire en ligne sur Gallica.
- La production végétale et les engrais chimiques : conférences agricoles faites au champ d'expériences de Vincennes (3e édition),  Librairie agricole (Paris), G. Masson (Paris), L. Baschet (Paris), 1891,  1 vol. (XVI-461 p.-3 pl.) : fig. ; in-4, lire en ligne sur Gallica.